# (10163) Onomichi
(10163) Onomichi (1995 BH1) – planetoida z pasa głównego asteroid okrążająca Słońce w ciągu 3,68 lat w średniej odległości 2,38 j.a. Odkryta 26 stycznia 1995 roku.